# Карансебешская духовная семинария
Карансе́бешская духо́вная семина́рия им. епи́скопа Иоа́нна (Попа́су) (рум. Seminarul Teologic "Episcop Ioan Popasu" din Caransebes) — духовная семинария Румынской православной церкви в городе Карансебеш.
- 1865—1927 — Карансебешский епархиальный бословский институт
- 1927—1948 — Карансебешская богословская академия
- 1948—1955 — Карансебешская регентская школа

## История
С возобновлением в 1865 году Карансебешской епархии, в городе Карансебеше был образован епархиальный богословский институт с богословским и педагогическим отделениями, который в 1927 году был преобразован в Карансебешскую богословскую академию. Академия просуществовала до 1948 года, когда в связи с изменением политической ситуации в стране, была упразднена и преобразована в школу для обучения церковных певчих.
В 1955 году возобновлена деятельность Карансебешской духовной семинарии с пятилетним циклом обучения. В 1993 году семинария получила государственную лицензию на образовательную деятельностью на уровне средней школы.
В 1998 году достигнута договорённость с Решицким университетом о создании факультета православного богословия с четырёхлетним сроком обучения.